# Tyska riket
Tyska riket (tyska: Deutsches Reich) var mellan 1871 och 1945 det internationellt officiella namnet på den tyska staten. Tyska staten använde själv begreppet fram till 1943, varefter landet formellt bytte namn till Stortyska riket (tyska: Großdeutsches Reich).
Tyska riket uppkom i och med enandet av Stortyskland 1871 och varade fram till Nazitysklands förlust i andra världskriget 1945. Tyska rikets stat kom formellt att upphöra den 5 juni 1945, i samband med Berlindeklarationen.
Traditionellt indelas tyska rikets historia i tre delperioder: Kejsardömet Tyskland (1871–1918), Weimarrepubliken (1918–1933) och Nazityskland (1933–1945) – se avsnittet om historia.

## Historia
Tyska rikets historia är historiskt uppdelat i delperioder baserat på deras dåvarande statsskick. Traditionellt förekommer tre delperioder: kejsardömet, republiken och enpartistaten, men ibland räknas även den statslösa ockupationsperioden följande rikets upphörande, fram till bildandet av Väst- och Östtyskland.

### Kejsardömet Tyskland (1871–1918)
Kejsardömet Tyskland kallas den första delperioden i tyska rikets historia och bygger på landets dåvarande statsskick som kejsardöme (förbundsmonarki). Perioden börjar i och med Tysklands enande 1871 och avslutas i och med tyska kejsardömets fall som resultat av tyska novemberrevolutionen och vapenstilleståndet i Compiègneskogen 1918, som del av första världskrigets slut.

### Weimarrepubliken (1918–1933)
Weimarrepubliken kallas den delperiod i tyska rikets historia som följde tyska kejsardömets fall 1918 och reformerade landet till en Federal semipresidential konstitutionell republik. Delperioden börjar i och med tyska novemberrevolutionens början under oktober-november 1918 men överlappar med föregående period fram till antagandet av Weimarkonstitutionen i juli-augusti 1919.
Delperioden avslutas i och med nazisternas maktövertagande år 1933.

### Nazityskland (1933–1945)
Nazityskland kallas den delperiod i tyska rikets historia som börjar i och med nazisternas maktövertagande 1933 och reformationen av tyska riket till enpartidiktatur under styre av nationalsocialistiska tyska arbetarepartiet (NSDAP) 1934. Perioden avslutas i och med tyska rikets nederlag i andra världskriget 1945.
Runt den 4 maj 1945 kapitulerar den tyska krigsmakten ovillkorligt till de allierade krigsmakterna, vilket avslutar andra världskriget i Europa. Som följd ockuperas det tyska riket av de vinnande makterna och den 23 maj avsätts Karl Dönitz som Tysklands rikspresident. Detta följdes av den så kallade Berlindeklarationen i 5 juni 1945, där regeringarna för Förenta staterna, Sovjetunionen och Storbritannien, samt Frankrikes provisoriska regering, som agerade på uppdrag av de allierade under andra världskriget, i Berlin deklarerade det tyska rikets nederlag och deras samlade antagande som högsta myndighet av tyskt territorium tills vidare, etc.
Tyska rikets stat kom formellt att upplösas i och med Berlindeklarationen 1945.

### Allierat-ockuperade Tyskland (1945–1949)
För enkelhets skull räknas ibland även den allierade ockupationsperioden 1945–1949 till tyska rikets historia, trots att det tyska statsorganet under denna period utgjordes av de allierade krigsmakterna.
Efter Potsdamöverenskommelsen juli-augusti 1945, kom det tyska territoriet att reduceras till de ungefärliga gränser som användes under Weimarrepubliken, med undantag för Königsberg som gick till Sovjetunionen (idag Kaliningrad) och landsförluster till Polen enligt den sedermera kallade Oder–Neisse-linjen. Utefter detta delades landet upp i fyra primära ockupationszoner, given till var allierad stormakt: den amerikanska ockupationszonen, den brittiska ockupationszonen, den franska ockupationszonen och den sovjetiska ockupationszonen.
År 1949 bildades två nya, separata stater kallade Västtyskland och Östtyskland, vilket markerade tudelningen av det tidigare enade tyska riket. Åtminstone till en början närde båda dock en vision att omfatta hela Tyskland, men på helt olika vis.

## Begrepp

### Stortyska riket
I och med Nazitysklands annektering av Österrike 1938 kom namnet Stortyska riket (tyska: Großdeutsches Reich) att börja brukas statligt istället för enbart Tyska riket, och 26 juni 1943 meddelade chefen för Tyska rikskansliet att man beslutat att Stortyska riket skulle ersätta "Tyska riket" som officiellt statsnamn. 

### Tyska riket idag
Begreppet Tyska riket är sedan andra världskrigets slut en förlegad benämning på det samlade Tyskland och används inte om de nya tyska statsbildningar som uppkom 1949, det vill säga Förbundsrepubliken Tyskland (Västtyskland) och Tyska demokratiska republiken (Östtyskland). Tyska riket används därmed heller inte för dagens tyska stat Förbundsrepubliken Tyskland. Tyskland efter 1990, det vill säga efter återföreningen, är i grunden Förbundsrepubliken Tyskland (Västtyskland) från 1949, blott utökad med nya förbundsländer.

## Kartor

Kejsardömet Tysklands gränser 1871–1918.
Weimarrepublikens gränser 1919–1933.
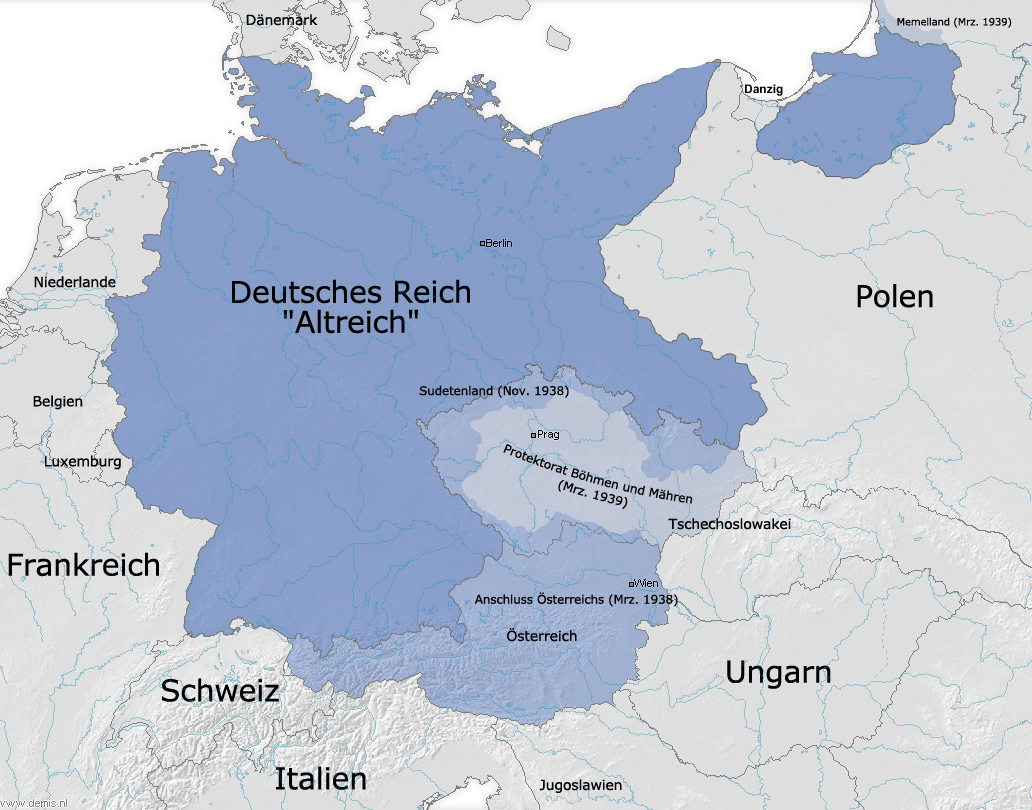
Nazitysklands gränser 1939 efter annektering av Österrike och halva Tjeckoslovakien.
Tyskland under de Allierades ockupation med gränser och ockupationszoner efter Potsdamöverenskommelsen 1945.